# Orest Lenczyk

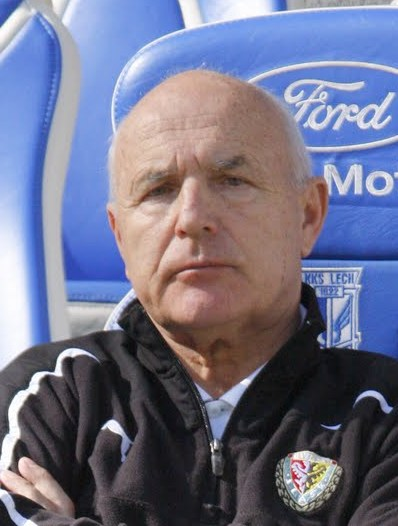
Orest Lenczyk (2013)

Orest Lenczyk (* 28. Dezember 1942 in Sanok; † 11. Juni 2024 in Krakau) war ein polnischer Fußballspieler und -trainer.

## Leben
Als Fußballspieler trat Lenczyk, Absolvent der Sporthochschule Breslau (poln. Akademia Wychowania Fizycznego we Wrocławiu, wörtlich etwa Akademie für Leibeserziehung), für unterklassige polnische Vereine an wie Stal Sanok, Stomil Poznań, Ślęza Wrocław und Moto Jelcz Oława, zumeist als linker Verteidiger.
Seine erste Trainerstelle bekam er nach sechs Monaten Einsatz bei Karpaty Krosno Mitte 1972 als Assistent von Nándor Hidegkuti bei Stal Rzeszów. Beide Trainer konnten den Abstieg Rzeszóws aus dem polnischen Fußballoberhaus nicht verhindern und Lenczyk trat bei Siarka Tarnobrzeg in der II. Liga seine erste Cheftrainerstelle an. 1975 wurde er dann Assistenztrainer beim Renommierclub Wisła Krakau. Ein Jahr später rückte er als Nachfolger von Aleksander Brożyniak auf und führte Wisła in der Saison 1977/78 zu seinem ersten Meistertitel und der ersten Meisterschaft Krakaus seit dem Jahr 1950. Eine Saison später gelang ihm der Einzug ins Viertelfinale des Europapokals der Landesmeister 1978/79, wo Wisła gegen den späteren Finalisten Malmö FF ausschied.
Weitere Stationen:
- 1979–1981: Śląsk Wrocław
- 1982–1984: Ruch Chorzów
- 1984–1985: Wisła Krakau
- 1985–1986: Igloopol Dębica
- 1987–1988: Widzew Łódź
- 1990–1991: GKS Katowice
- 1994–1994: Wisła Krakau
- 1995–1995: Pogoń Stettin
- 1995–1996: GKS Katowice
- 1996–1999: Ruch Chorzów

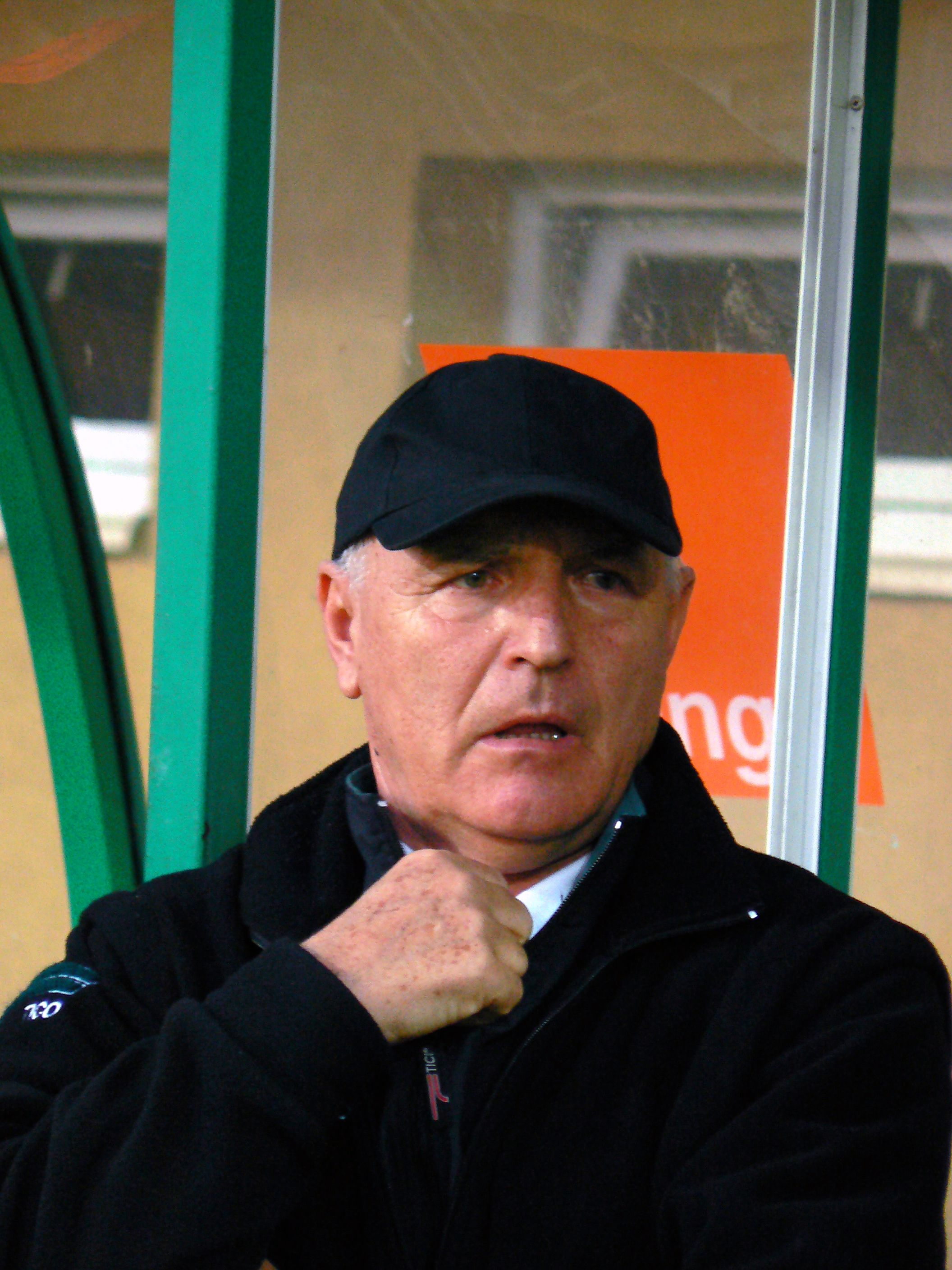
Orest Lenczyk (2007)

- 1999–1999: GKS Bełchatów, auch Manager
- 1999–2000: Widzew Łódź
- 2000–2001: Wisła Krakau
- 2002–2002: Ruch Chorzów
- 2005–2008: GKS Bełchatów
- 2009: 0Zagłębie Lubin
- 2009–2010: KS Cracovia
- 2010–2012: Śląsk Wrocław
- 2013–2014: Zagłębie Lubin

Hervorzuheben ist dabei, nach Stationen in vielen Großstädten, noch der polnische Vizemeistertitel 2007 für die 60.000-Einwohner-Stadt Bełchatów hinter Zagłębie aus Lubin (74.000 EW), wo er zwei Jahre später ein Kurzzeitengagement einging. Zum Abschluss der Ekstraklasa-Saison 2011/12 fuhr Lenczyk mit Śląsk Wrocław seinen zweiten Titel als Polnischer Meister ein. Ende August 2012 wurde er dort jedoch nach dem schlechten Start in die Saison 2012/13 und den hohen Niederlagen (3:5, 1:5) und dem Ausscheiden gegen Hannover 96 in der UEFA Europa League entlassen.

## Eigenheiten und Kurioses
Lenczyk pflegte eine bunte und zuweilen drastische Sprache. Das polnische Pendant zum deutschen Sch… war ihm nicht fremd. Gern erinnerte er sich seiner Besuche bei seinem Kinderarzt, in dessen Wartezimmer ein Aushang zu lebenslangem Genuss von Milch aufforderte. Sein Spitzname war Oro Profesoro.